# Mirages de Paris
Pour plus de détails, voir Fiche technique et Distribution.
Mirages de Paris est un film français réalisé par Fedor Ozep, sorti en 1933.

## Fiche technique
- Titre : Mirages de Paris
- Titre alternatif : Nuits de Paris
- Réalisation : Fedor Ozep, assisté de Georges Friedland
- Scénario : Fedor Ozep, Victor Trivas et Hans-Heinz Zerlett
- Adaptation et dialogues : René Pujol
- Décors : André Andrejew et Lucien Aguettand
- Photographie : Henri Barreyre et Jean Bachelet
- Ingénieur du son : Carl S. Livermann
- Montage : Georges Friedland
- Musique : Maurice Jaubert, Karol Rathaus et Kurt Schröder
- Chansons : Mireille
- Directeur de production : Maurice Gleize
- Sociétés de production : Pathé-Natan et Terra-Film A.G. (Berlin)
- Pays de production : France
- Format : Noir et blanc - 1,33:1 - Mono - 35 mm
- Genre : Drame
- Durée : 77 minutes
- Date de sortie : 
  - France : 13 janvier 1933

Sources : Bifi, Encyclocine et IMDb

## Distribution
- Jacqueline Francell : Madeleine
- Roger Tréville : François
- Alice Tissot : la directrice du pensionnat
- André Gabriello : Bancroft
- Colette Darfeuil : Juliette
- Georges Morton : Rossignol
- Marcel Maupi : José
- Max Lerel : le cousin
- Marcel Vallée : Tonnerre
- Anthony Gildès : le juge d'instruction
- Edmond Castel
- Anna Lefeuvrier
- Inka Krimer
- Janine Borelli
- Colette Borelli
- Jean Borelli
- Claude Borelli
- Gérard Landry
- Lora Hays
- Jean-François Martial
- Nestor Ariani
- Janine Borelli

## Autour du film
- En 1931, Fedor Ozep a réalisé une version en allemand, Großstadtnacht, avec Dolly Haas et Trude Berliner[1].